# کریم زمانی
کریم زمانی (زاده ۲۰ اردیبهشت ۱۳۳۰) مولوی‌شناس ایرانی و مترجم و مفسر قرآن است.

## تحصیلات
او دوره کارشناسی زبان و ادبیات عربی را در دانشگاه تهران گذرانده‌است. برجسته‌ترین اثر او که بیش از سی بار تجدید چاپ شده‌است، «شرح جامع مثنوی معنوی» در هفت جلد است.